# Litomyšl
Litomyšl [Litomichl] (em alemão:  Leitomischl) é uma cidade da região de Pardubice, na República Checa.

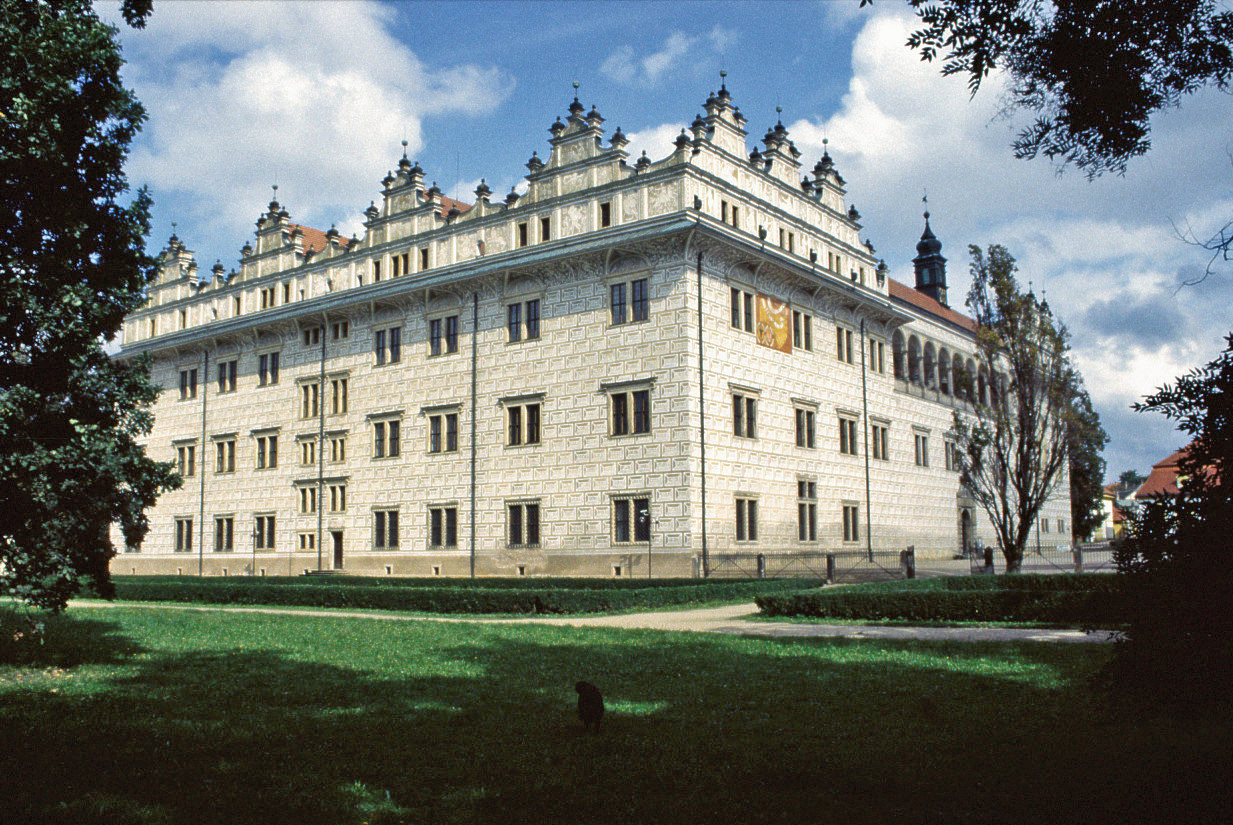
Castelo

A cidade é famosa pelo seu centro histórico; o seu castelo e jardins estão classificados pela UNESCO como Património Mundial desde 1999.
| Imagem: Castelo de Litomyšl | A cidade de Litomyšl inclui o sítio "Castelo de Litomyšl", Património Mundial da UNESCO. |  |

## História
A cidade emergiu no século XIII sobre a rota comercial que liga a Boémia à Morávia e no local de um antigo local fortificado.
O principal monumento é o seu castelo da época do Renascimento, construído entre 1568 e 1581. 
A praça principal, uma das maiores no seu género na Boémia, é notável pelas casas de frontão, da Renascença ou barrocas, com arcadas cobertas e torre do relógio gótica.
A cidade foi um importante centro religioso, sede da segunda diocese da Boémia (1344) depois de Praga. Este foi extinto após as guerras hussitas.
Entre o final do século XVIII e o início do XIX, Litomyšl não foi poupada a tragédias. Foi vítima de grandes incêndios catastróficos em 1775, de uma inundação em 1781 e, de outro grande incêndio em 1814. A cidade foi sempre reconstruída e, como na primeira metade do século XIX prevalecia o estilo Império, este é agora o predominante. 

### Imagens

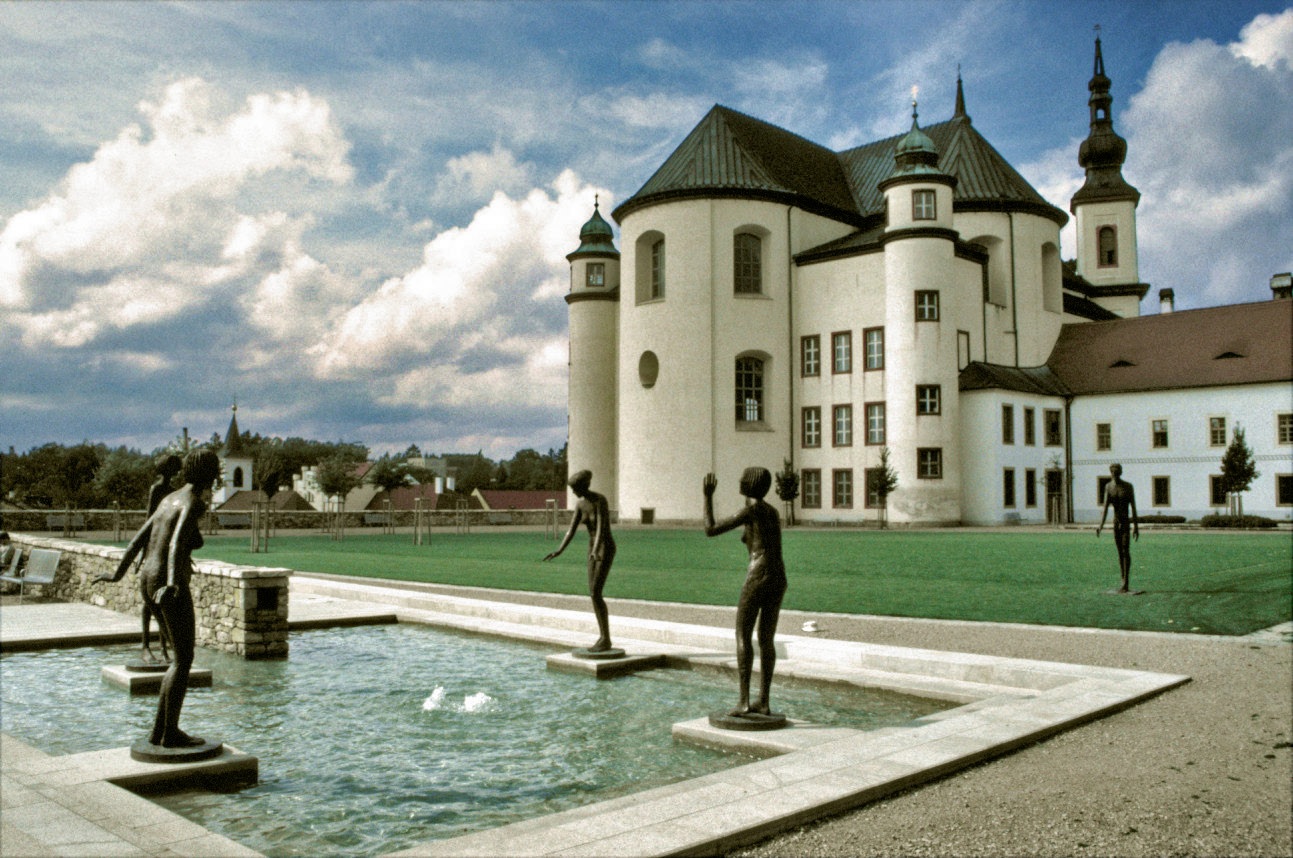
Claustro do mosteiro
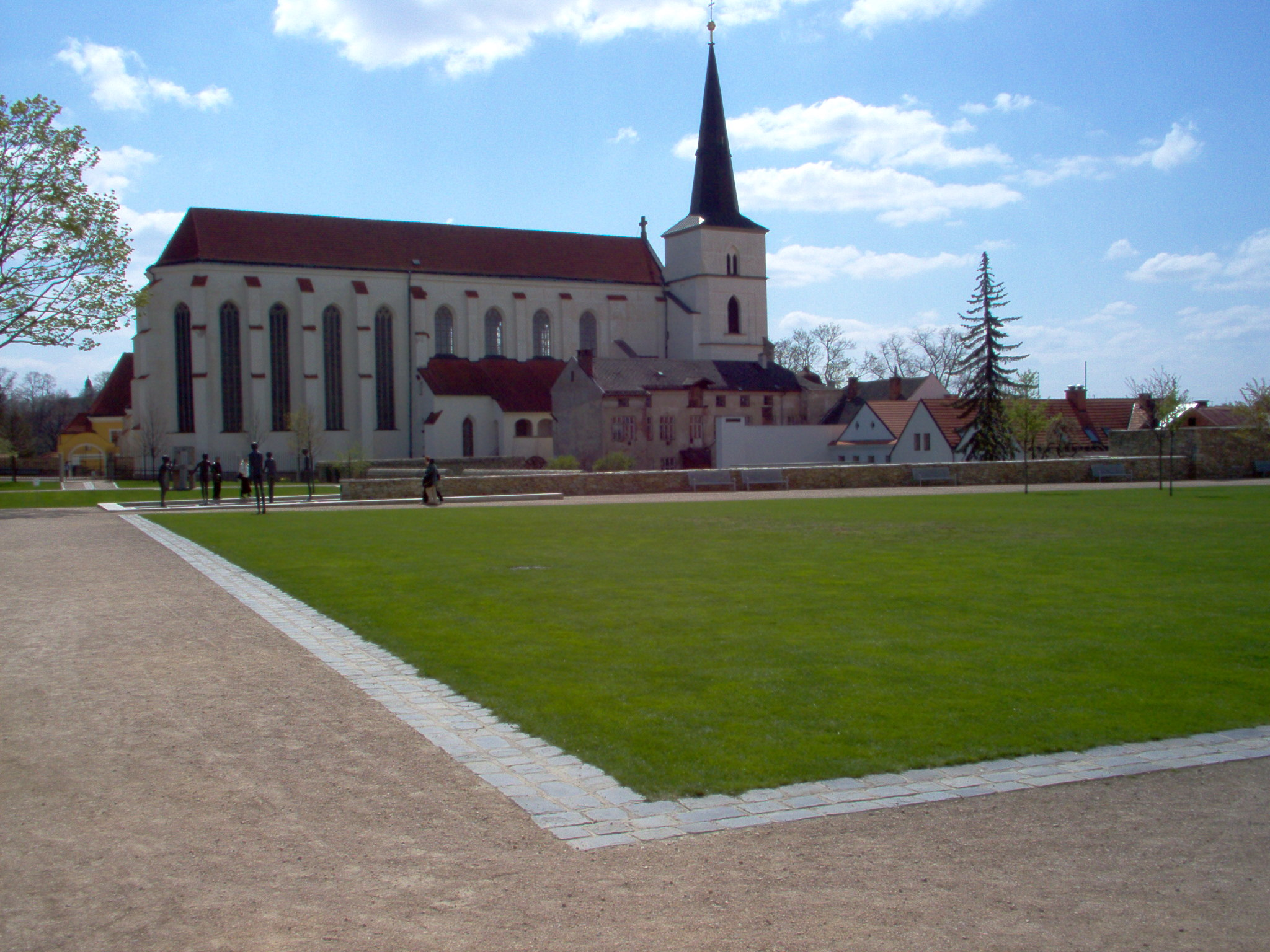
Igreja
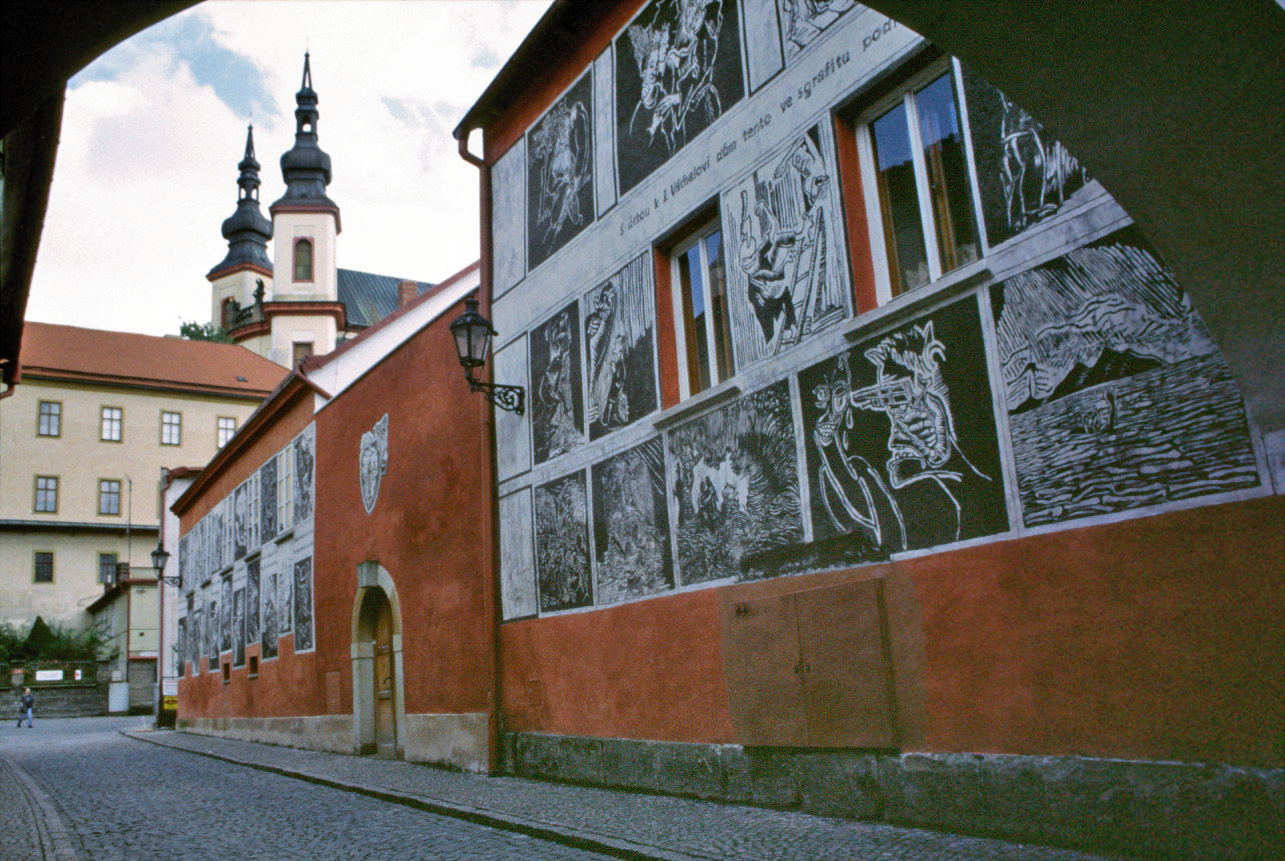
Casa decorada
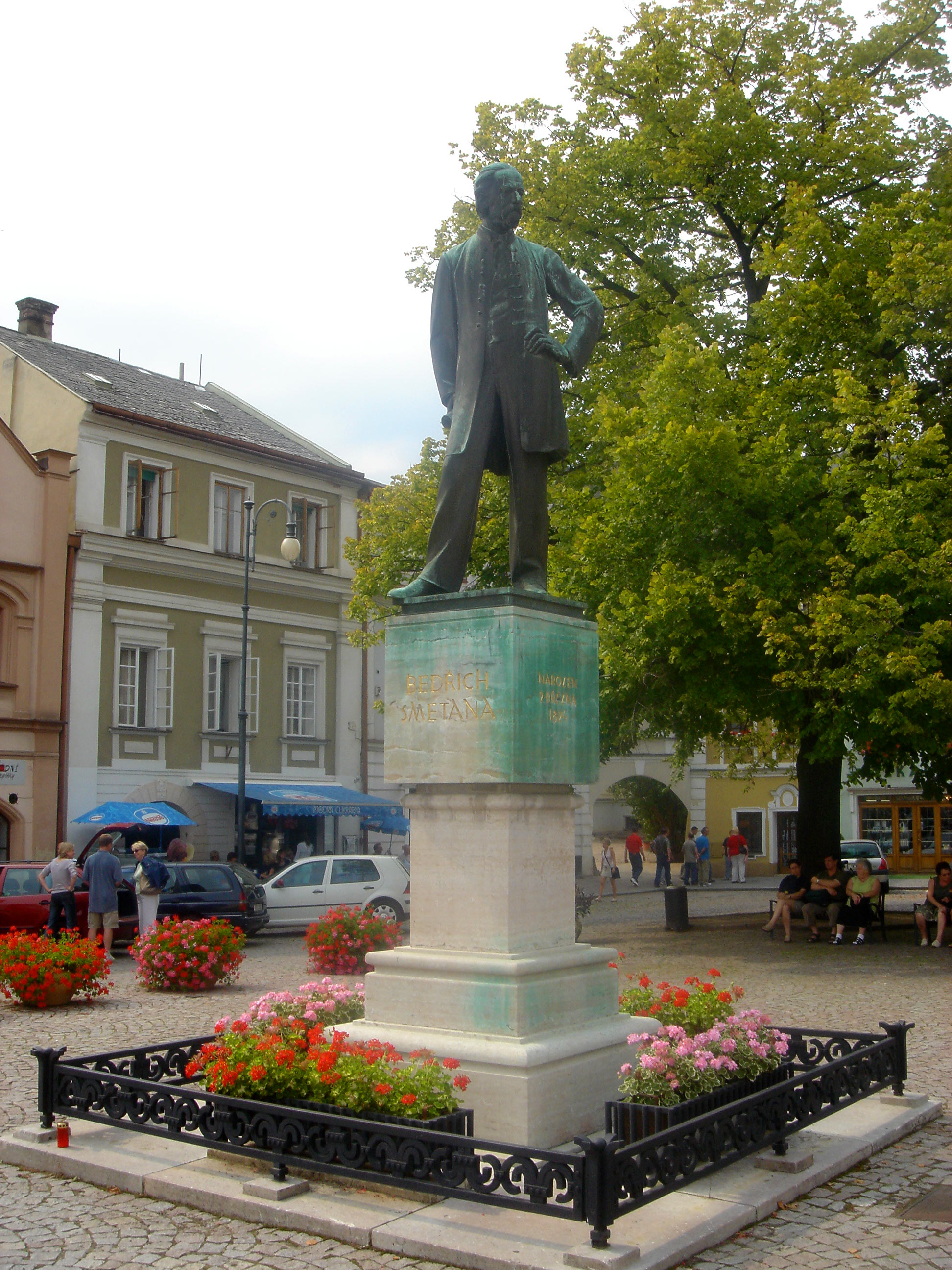
Estátua de Bedřich Smetana

### Pessoas famosas nascidas em Litomyšl
- Bedřich Smetana, compositor